# Lijst van nummer 1-hits in de UK Singles Chart in 1954
Deze hits stonden in 1954 op nummer 1 in de UK Singles Chart:
| Datum        | Artiest                                                       | Titel                       |
| ------------ | ------------------------------------------------------------- | --------------------------- |
| 2 januari    | Frankie Laine                                                 | Answer me                   |
| 9 januari    | Eddie Calvert                                                 | Oh mein Papa                |
| 16 januari   | Eddie Calvert                                                 | Oh mein Papa                |
| 23 januari   | Eddie Calvert                                                 | Oh mein Papa                |
| 30 januari   | Eddie Calvert                                                 | Oh mein Papa                |
| 6 februari   | Eddie Calvert                                                 | Oh mein Papa                |
| 13 februari  | Eddie Calvert                                                 | Oh mein Papa                |
| 20 februari  | Eddie Calvert                                                 | Oh mein Papa                |
| 27 februari  | Eddie Calvert                                                 | Oh mein Papa                |
| 6 maart      | Eddie Calvert                                                 | Oh mein Papa                |
| 13 maart     | The Stargazers                                                | I see the moon              |
| 20 maart     | The Stargazers                                                | I see the moon              |
| 27 maart     | The Stargazers                                                | I see the moon              |
| 3 april      | The Stargazers                                                | I see the moon              |
| 10 april     | The Stargazers                                                | I see the moon              |
| 17 april     | Doris Day                                                     | Secret love                 |
| 24 april     | The Stargazers                                                | I see the moon              |
| 1 mei        | Johnnie Ray                                                   | Such a night                |
| 8 mei        | Doris Day                                                     | Secret love                 |
| 15 mei       | Doris Day                                                     | Secret love                 |
| 22 mei       | Doris Day                                                     | Secret love                 |
| 29 mei       | Doris Day                                                     | Secret love                 |
| 5 juni       | Doris Day                                                     | Secret love                 |
| 12 juni      | Doris Day                                                     | Secret love                 |
| 19 juni      | Doris Day                                                     | Secret love                 |
| 26 juni      | Doris Day                                                     | Secret love                 |
| 3 juli       | David Whitfield                                               | Cara mia                    |
| 10 juli      | David Whitfield                                               | Cara mia                    |
| 17 juli      | David Whitfield                                               | Cara mia                    |
| 24 juli      | David Whitfield                                               | Cara mia                    |
| 31 juli      | David Whitfield                                               | Cara mia                    |
| 7 augustus   | David Whitfield                                               | Cara mia                    |
| 14 augustus  | David Whitfield                                               | Cara mia                    |
| 21 augustus  | David Whitfield                                               | Cara mia                    |
| 28 augustus  | David Whitfield                                               | Cara mia                    |
| 4 september  | David Whitfield                                               | Cara mia                    |
| 11 september | Kitty Kallen                                                  | Little things mean a lot    |
| 18 september | Frank Sinatra                                                 | Three coins in the fountain |
| 25 september | Frank Sinatra                                                 | Three coins in the fountain |
| 2 oktober    | Frank Sinatra                                                 | Three coins in the fountain |
| 9 oktober    | Don Cornell                                                   | Hold my hand                |
| 16 oktober   | Don Cornell                                                   | Hold my hand                |
| 23 oktober   | Don Cornell                                                   | Hold my hand                |
| 30 oktober   | Don Cornell                                                   | Hold my hand                |
| 6 november   | Vera Lynn & Frank Weir, his Saxophone, his Orchestra & Chorus | My son, my son              |
| 13 november  | Vera Lynn & Frank Weir, his Saxophone, his Orchestra & Chorus | My son, my son              |
| 20 november  | Don Cornell                                                   | Hold my hand                |
| 27 november  | Rosemary Clooney                                              | This ole house              |
| 4 december   | Winifred Atwell                                               | Let's have another party    |
| 11 december  | Winifred Atwell                                               | Let's have another party    |
| 18 december  | Winifred Atwell                                               | Let's have another party    |
| 25 december  | Winifred Atwell                                               | Let's have another party    |

1952 ·
1953 ·
1954 ·
1955 ·
1956 ·
1957 ·
1958 ·
1959 ·
1960 ·
1961 ·
1962 ·
1963 ·
1964 ·
1965 ·
1966 ·
1967 ·
1968 ·
1969 ·
1970 ·
1971 ·
1972 ·
1973 ·
1974 ·
1975 ·
1976 ·
1977 ·
1978 ·
1979 ·
1980 ·
1981 ·
1982 ·
1983 ·
1984 ·
1985 ·
1986 ·
1987 ·
1988 ·
1989 ·
1990 ·
1991 ·
1992 ·
1993 ·
1994 ·
1995 ·
1996 ·
1997 ·
1998 ·
1999 ·
2000 ·
2001 ·
2002 ·
2003 ·
2004 ·
2005 ·
2006 ·
2007 ·
2008 ·
2009 ·
2010 ·
2011 ·
2012 ·
2013 ·
2014 ·
2015 ·
2016 ·
2017 ·
2018 ·
2019 ·
2020 ·
2021
- Verenigd Koninkrijk
- Verenigde Staten (Best Sellers)